# Hulk (film)
Pour les articles homonymes, voir Hulk (homonymie).
Pour plus de détails, voir Fiche technique et Distribution.
Hulk (aussi connu sous le nom de The Hulk et dans certains pays comme The Incredible Hulk) est un film américain réalisé par Ang Lee, sorti en 2003.
C'est l'adaptation de Hulk, personnage de fiction de Marvel Comics, créé par Stan Lee et Jack Kirby.
Le film explore les origines de Hulk, principalement attribuables à des expériences que le Dr David Banner a menées sur lui-même et sur son fils Bruce. L'acteur Eric Bana interprète le rôle principal du Dr Bruce Banner, l'alter ego de Hulk. Le personnage de Hulk est, quant à lui, réalisé entièrement en images de synthèse. Les autres vedettes du film sont Jennifer Connelly, Sam Elliott, Nick Nolte et Josh Lucas.
Hulk a été tourné principalement en Californie, particulièrement dans la région de la baie de San Francisco. Le film a été accueilli par des critiques mitigées. Il a rapporté plus de 245 millions de dollars à travers le monde pour un budget de 137 millions de dollars. Marvel Studios a effectué un reboot du personnage avec L'Incroyable Hulk en 2008.

## Synopsis
David Banner est un chercheur en génétique qui s'intéresse aux processus de régénération et souhaite améliorer l'ADN humain. Il fait des recherches et expérimentations sur son propre corps. Sa femme, Edith Banner, donne naissance à leur fils Bruce. David Banner se rend compte que son ADN mutant s'est transmis à son fils. Il tente de trouver un remède à l'état de Bruce. En 1973, le gouvernement, représenté par le lieutenant-colonel Thaddeus « Thunderbolt » Ross, arrête ses recherches après avoir pris connaissance de ses dangereuses expériences. David Banner, dans un accès de rage, provoque en retour une explosion massive du réacteur gamma qui alimente les installations, et voulant tuer Bruce à coup de couteau de cuisine, il poignarde accidentellement Edith Banner, sa femme, et la tue. Il est ensuite placé en hôpital psychiatrique à la suite du meurtre. Alors âgé de quatre ans, Bruce est envoyé en famille d'accueil Krenzler et est adopté, croyant que ses parents biologiques sont décédés. Les événements traumatisants entourant le décès de sa mère ont laissé Bruce incapable de se rappeler les détails de son enfance.
Des années plus tard, Bruce Krenzler, est un chercheur en nanotechnologie fraîchement diplômé de l'Université de Californie à Berkeley. Le complexe militaro-industriel, représenté par le Major Glenn Talbot, s'intéresse à la recherche de nanorobots médicaux pour créer des soldats capables de se régénérer. David Banner, voulant refaire partie de la vie de Bruce, a trouvé un travail comme gardien dans le laboratoire. Ross est devenu général et est divorcé. Sa fille, Betty Ross, est l'ex-petite amie et collègue de travail de Bruce. Ross commence également à surveiller Bruce parce qu'il est à la fois inquiet pour la sécurité de sa fille qui travaille autour de Bruce et du fait que celui-ci fasse des recherches dans le même domaine que David.

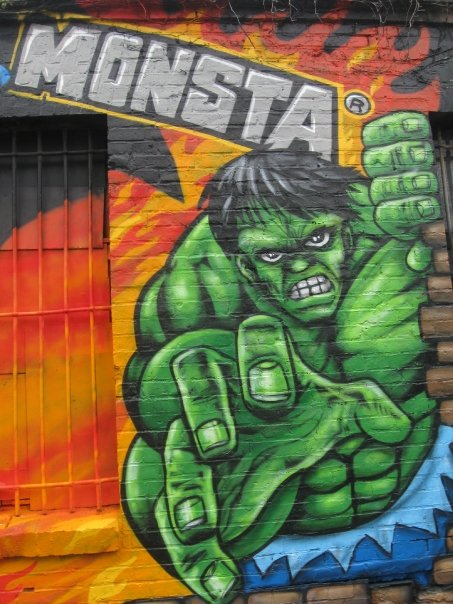
Graffiti sur un mur de Berlin représentant Hulk.

Lors d'un accident de laboratoire, Bruce reçoit une dose mortelle de radiations gamma dont le rayonnement se combine avec son ADN modifié. Cette nuit-là, son père le prend à partie, révèle leurs relations ainsi que son vrai nom et fait allusion à la mutation de Bruce. Plus tard, en utilisant de l'ADN de son fils, il commence des expérimentations sur les animaux. De son côté, Bruce, à cause de tous ses ennuis, voit croître une colère en lui qui finit par activer son ADN modifié et irradié par les rayons gamma, le transformant en Hulk.
Après qu'il a détruit une partie du laboratoire, Betty découvre un Bruce inconscient qui se souvient à peine de sa transformation. Ross soupçonne que quelque chose se trame . Il le place en résidence surveillée et prend en charge les recherches du laboratoire. Cette nuit-là, David téléphone à son fils et lui annonce qu'il a lâché trois chiens mutants sur la maison de Betty. Furieux et attaqué par Talbot, Bruce se transforme à nouveau en Hulk, blesse Talbot et les gardes, puis court au secours de Betty. Il tue les trois chiens et la sauve avant de s'évanouir, épuisé par le combat. Mais Betty, traumatisée par l'agression, appelle son père pour qu'il intervienne.
Le lendemain matin, Bruce est capturé. Il reçoit des tranquillisants pour éviter qu'il ne se transforme et est emmené dans une base souterraine du désert. Betty tente de convaincre son père de lui permettre d'aider Bruce à contrôler ses transformations, mais Ross reste extrêmement sceptique. Il est persuadé que Bruce suivra les traces de son père. Pendant ce temps, David entre par effraction dans les restes du laboratoire et se soumet aux nanorobots médicaux combiné aux radiations gamma. Cela lui procure la capacité de fusionner avec et d'absorber les propriétés de tout ce qu'il peut toucher.

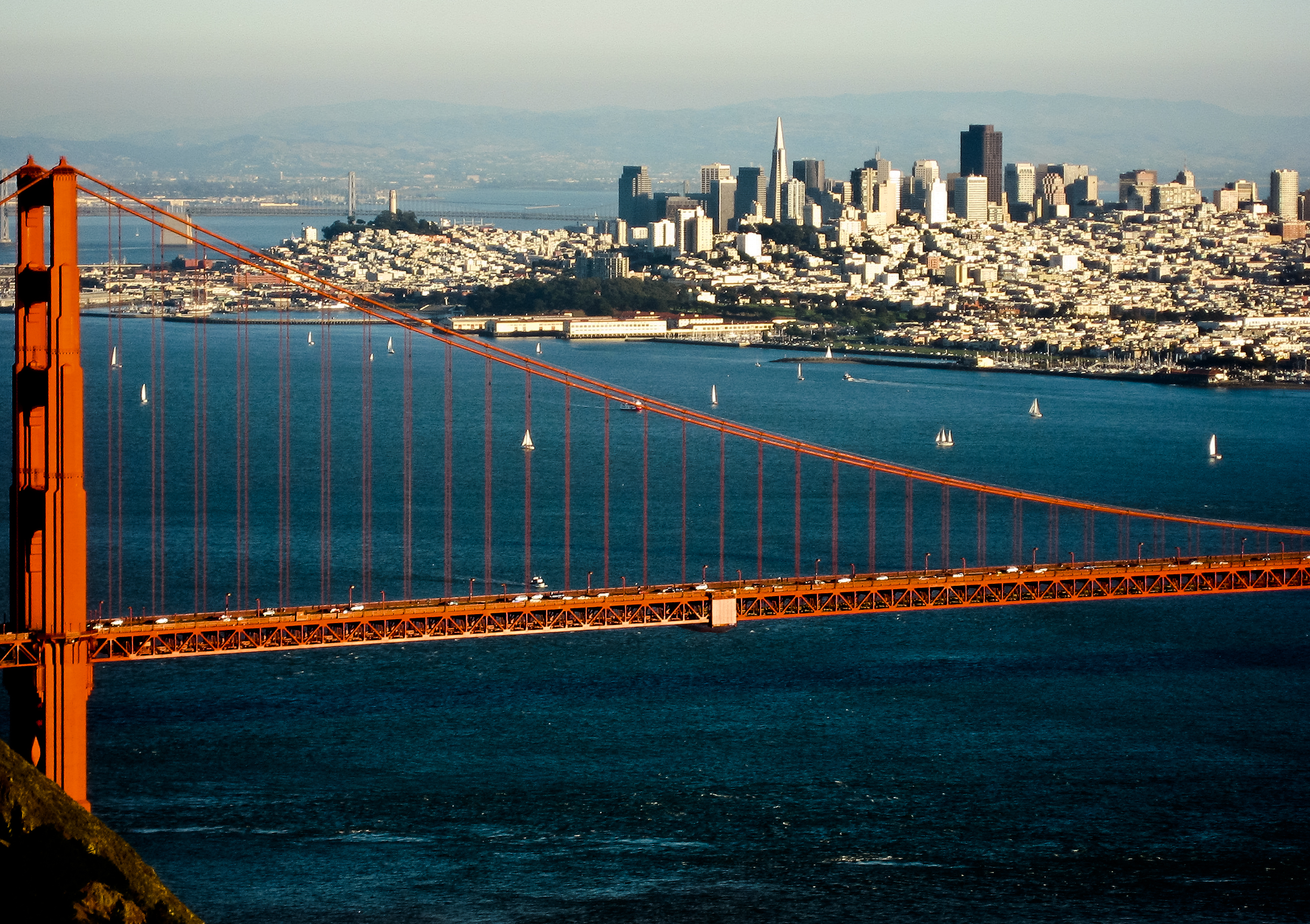
Des scènes du film ont été tournées à San Francisco.

Talbot souhaite tirer profit de la force de Hulk et de ses capacités de régénération. Il souhaite le mettre en colère et prélever un morceau lorsqu'il est sous sa forme Hulk. Pour ce faire, il place Banner dans un réservoir de privation sensorielle. Ce processus induit un cauchemar qui déclenche ses souvenirs réprimés depuis l'enfance et le transforme en Hulk. Talbot est tué dans l'évasion. David rencontre Betty et propose de se rendre en échange d'un entretien avec Bruce. Dans le même temps, Hulk s'est échappé de la base et affronte l'armée dans le désert. Il détruit quatre chars Abrams, quatre hélicoptères Comanche et effectue un formidable bond jusqu'à San Francisco pour trouver Betty mais il est accueilli par deux avions de chasse F-22 Raptors. Betty contacte son père et le convainc de l'emmener pour qu'elle parle à Hulk. C'est un succès : l'amour que Bruce éprouve pour elle lui permet de retrouver de nouveau sa forme humaine et il est ramené à la base.
Plus tard, David est autorisé à visiter et à parler à son fils. Après avoir sombré dans la mégalomanie, David tente sans succès de convaincre Bruce de lui donner sa puissance. Après avoir mordu dans un câble électrique, David se transforme en un puissant être composé d'énergie. Bruce se transforme ensuite en Hulk et affronte son père. La bataille arrive à son terme lorsque Bruce permet à son père d'absorber sa puissance, qui est trop importante pour David, dont le corps se met à enfler et prendre des proportions énormes. Ross ordonne qu'une bombe Gamma soit lâchée sur eux. Après l'explosion, comme on ne trouve aucune trace d'eux, les deux sont présumés morts.
Un an plus tard, on rapporte avoir vu Hulk à plusieurs reprises. Bruce trouve refuge dans la forêt amazonienne en tant que médecin dans un camp médical. Lorsque des soldats tentent de voler des fournitures médicales du camp, il marmonne: « Vous n'allez pas aimer quand je suis en colère ». Les yeux de Bruce se changent en vert et dans un plan éloigné de la forêt, on entend un rugissement.

## Fiche technique
Modèle:Source Allociné et Imdb

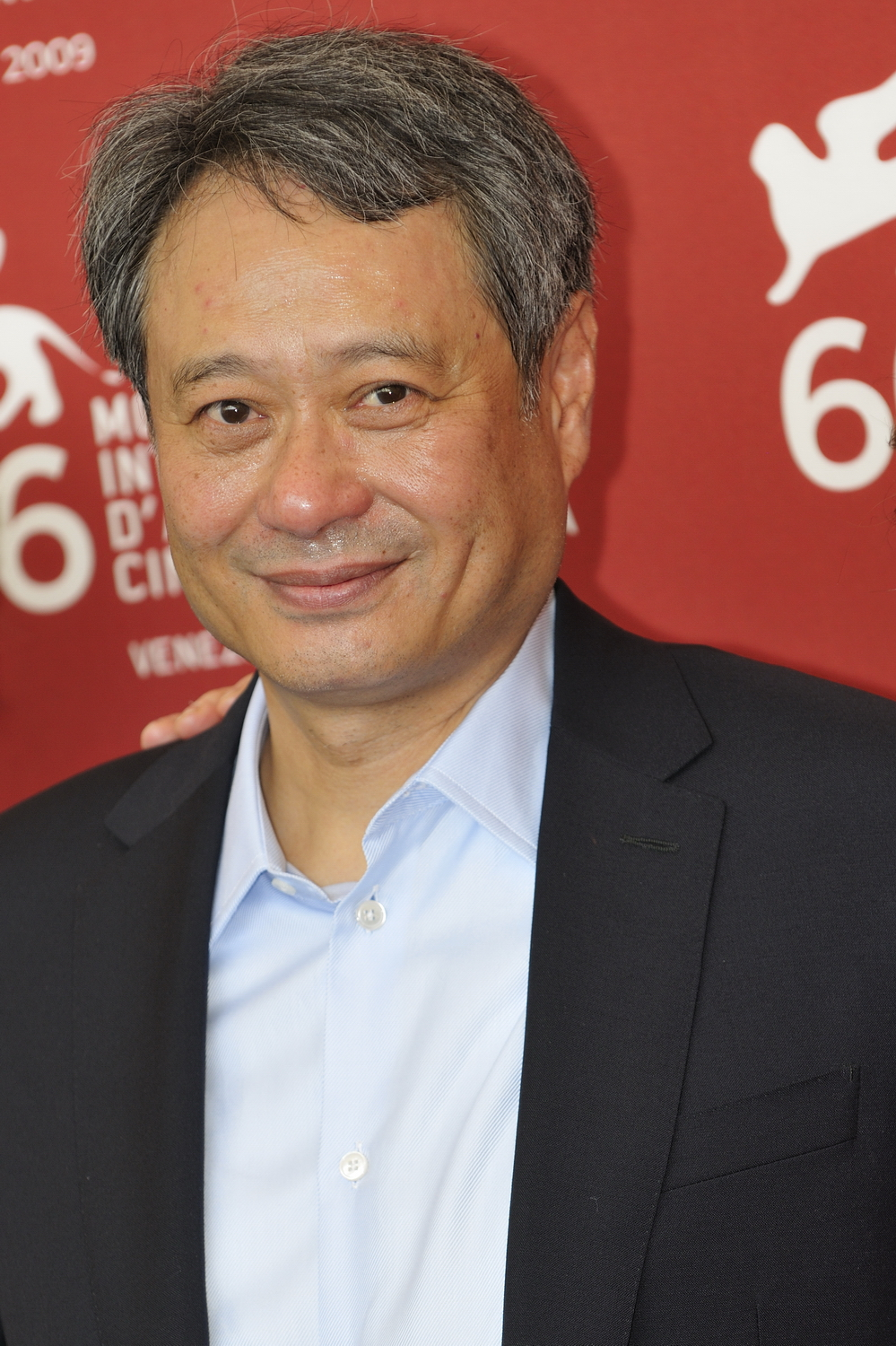
Ang Lee est le réalisateur de Hulk.

- Titre original, français et québécois : Hulk
- Réalisateur : Ang Lee
- Scénario : John Turman, Michael France et James Schamus, d'après une histoire de James Schamus et les comics de Stan Lee et de Jack Kirby
- Musique : Danny Elfman
- Direction artistique : John Dexter et Greg Papalia
- Décors : Rick Heinrichs
- Costumes : Marit Allen
- Photographie : Frederick Elmes
- Son : Michael Semanick, André Dias, Brian Magerkurth
- Montage : Tim Squyres
- Production : Avi Arad, Larry J. Franco, Gale Anne Hurd et James Schamus
  - Production déléguée : Kevin Feige et Stan Lee
  - Production associée : David Womark et Cheryl A. Tkach
- Sociétés de production[1] : Good Machine et Valhalla Motion Pictures, présenté par Universal Pictures, en association avec Marvel Enterprises
- Distribution :  Universal Pictures (États-Unis) ; United International Pictures (France, Belgique, Suisse romande)
- Budget : 137 millions de $[2]
- Pays de production :  États-Unis
- Langues originales : anglais, espagnol
- Format[3] : couleur (Technicolor) - 35 mm - 1,85:1 (Panavision) - son DTS | Dolby Digital | SDDS | DTS (DTS: X)
- Genre : action, fantastique, science-fiction
- Durée : 138 minutes
- Dates de sortie[4] :
  - États-Unis : 17 juin 2003 (première mondiale à Hollywood)[5] ; 20 juin 2003 (sortie nationale)
  - Québec : 20 juin 2003[6]
  - France, Belgique, Suisse romande : 2 juillet 2003[7],[8]
- Classification[9] :
  - États-Unis : accord parental recommandé, film déconseillé aux moins de 13 ans (PG-13 - Parents Strongly Cautioned)[Note 2]
  - France : tous publics[10]
  - Belgique : tous publics (Alle Leeftijden)[7]
  - Suisse romande : interdit aux moins de 14 ans[11]
  - Québec : tous publics - déconseillé aux jeunes enfants (G - General Rating)[6]

## Distribution
- Eric Bana (VF : Julien Kramer) : Bruce Banner / Hulk
- Ang Lee : Hulk (capture de mouvement et Voix off)
- Jennifer Connelly (VF : Virginie Méry) : Betty Ross
- Sam Elliott (VF : Patrick Messe) : général Thaddeus « Thunderbolt » Ross
- Josh Lucas (VF : Bruno Choël) : major Glenn Talbot
- Nick Nolte  (VF : Alain Dorval)  : David Banner, père de Bruce / Homme-absorbant
- Daniel Dae Kim : soldat
- Paul Kersey (en) (VF : Nathanel Alimi) : David Banner, jeune
- Todd Tesen (pl) (VF : Patrick Béthune) : Thaddeus E. « Thunderbolt » Ross, jeune
- Cara Buono : Edith Banner, mère de Bruce
- Mike Erwin : Bruce Banner, adolescent
- Celia Weston : Mme Krenzler
- Kevin Grevioux : agent Mitchell
- Rhiannon Leigh Wryn : Betty Ross, enfant
- Stan Lee : un agent de sécurité (caméo)
- Lou Ferrigno : un agent de sécurité (caméo)

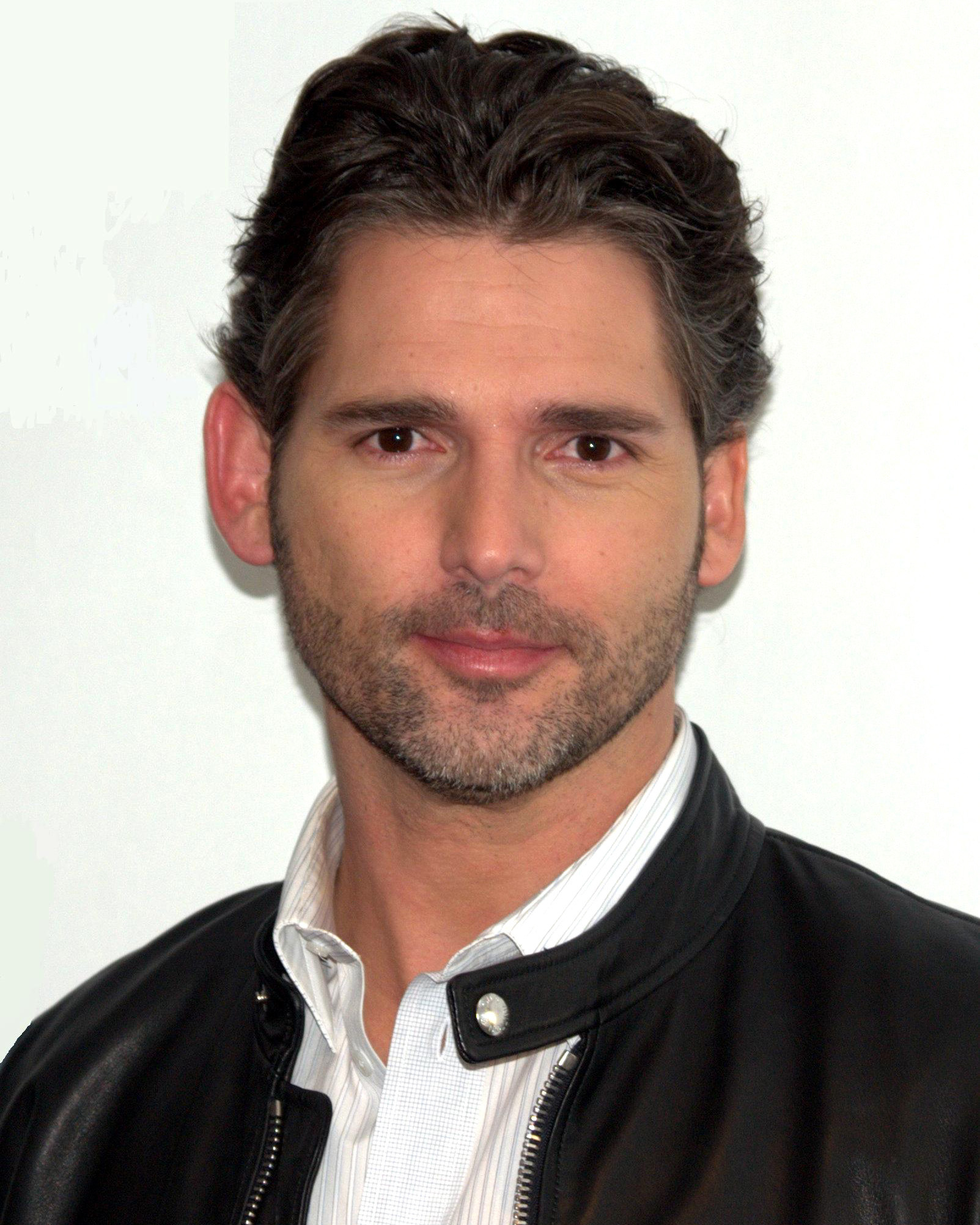
Eric Bana joue le rôle de Bruce Banner.
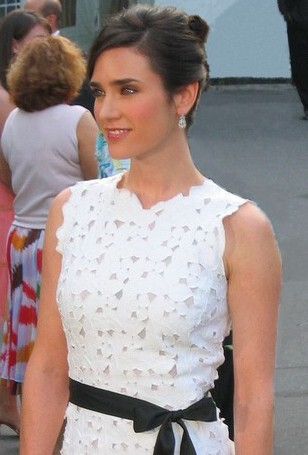
Jennifer Connelly interprète le personnage de Betty Ross.
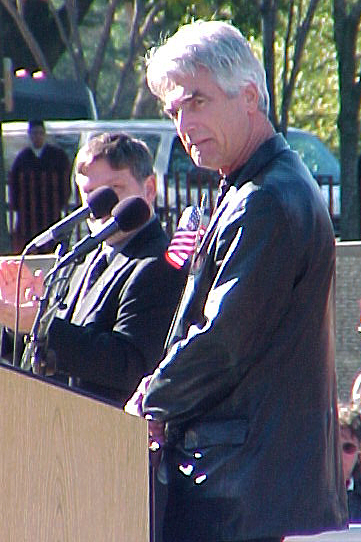
Sam Elliott joue le rôle du Général Thunderbolt Ross.
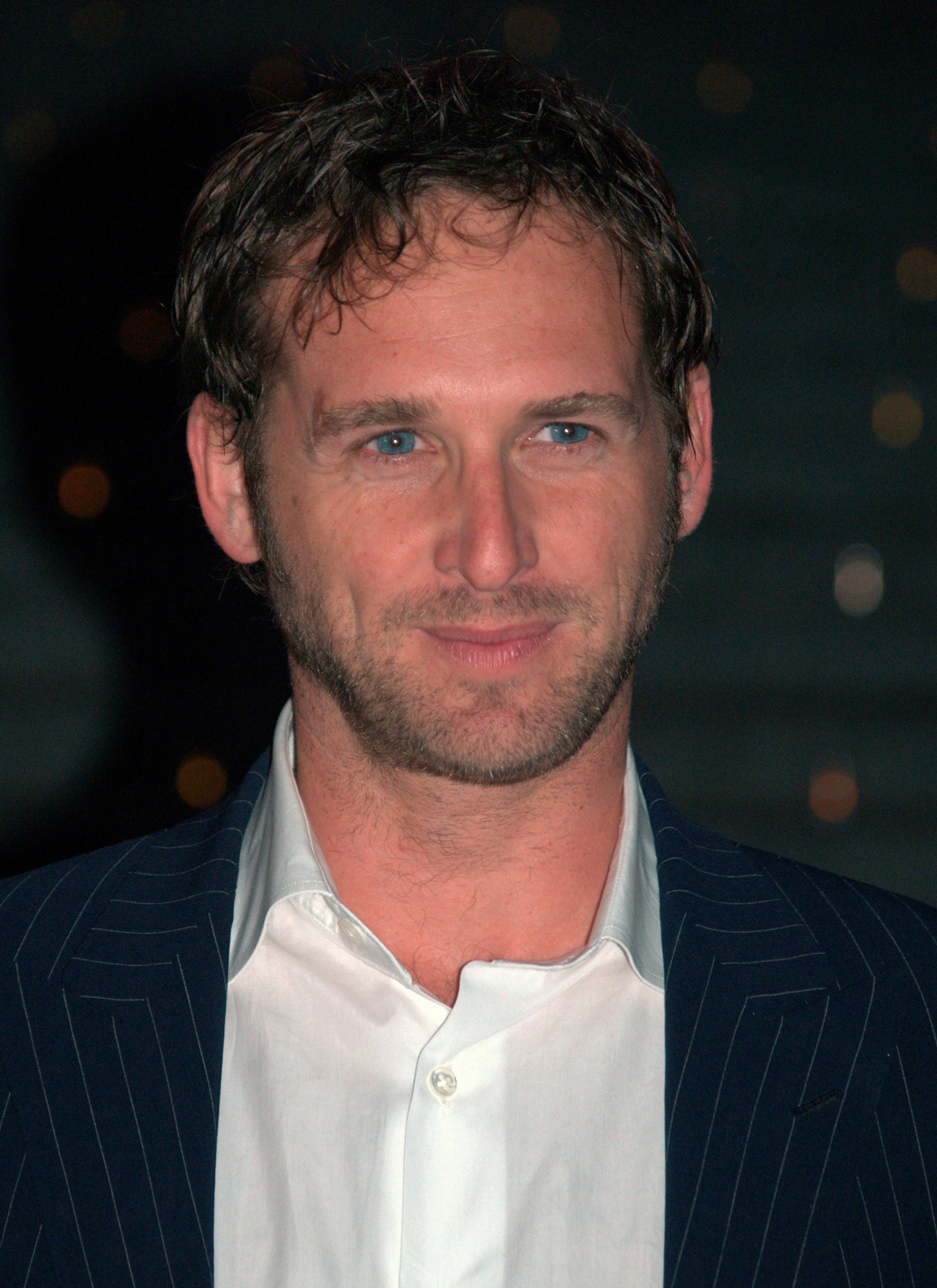
Josh Lucas interprète le personnage du Major Glenn Talbot.
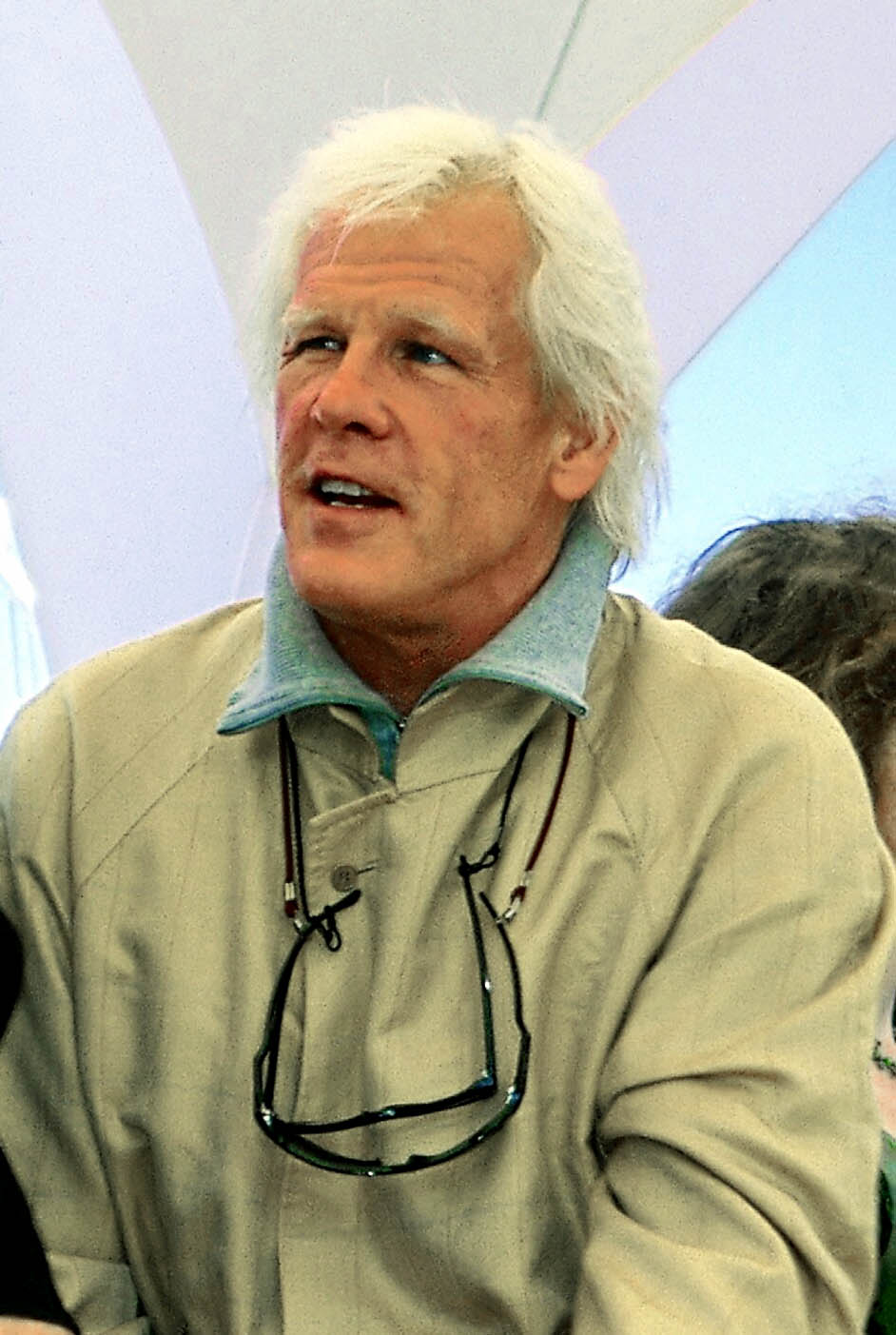
Nick Nolte joue le rôle de David Banner.

## Production

### Attribution des rôles
Lou Ferrigno, l'acteur ayant interprété Hulk dans la série télévisée L'Incroyable Hulk de 1977, et Stan Lee, l'un des créateurs du personnage, font un caméo comme agents de sécurité.
Le rôle de Bruce Banner a été proposé à Matthew McConaughey, David Duchovny, Adrien Brody, Matt Damon ou encore Josh Hartnett et même Josh Lucas qui interprète Talbot avait auditionné pour jouer Banner. Le rôle de Betty Ross a été proposé à Neve Campbell, Hilary Swank et Jennifer Love Hewitt

### Tournage

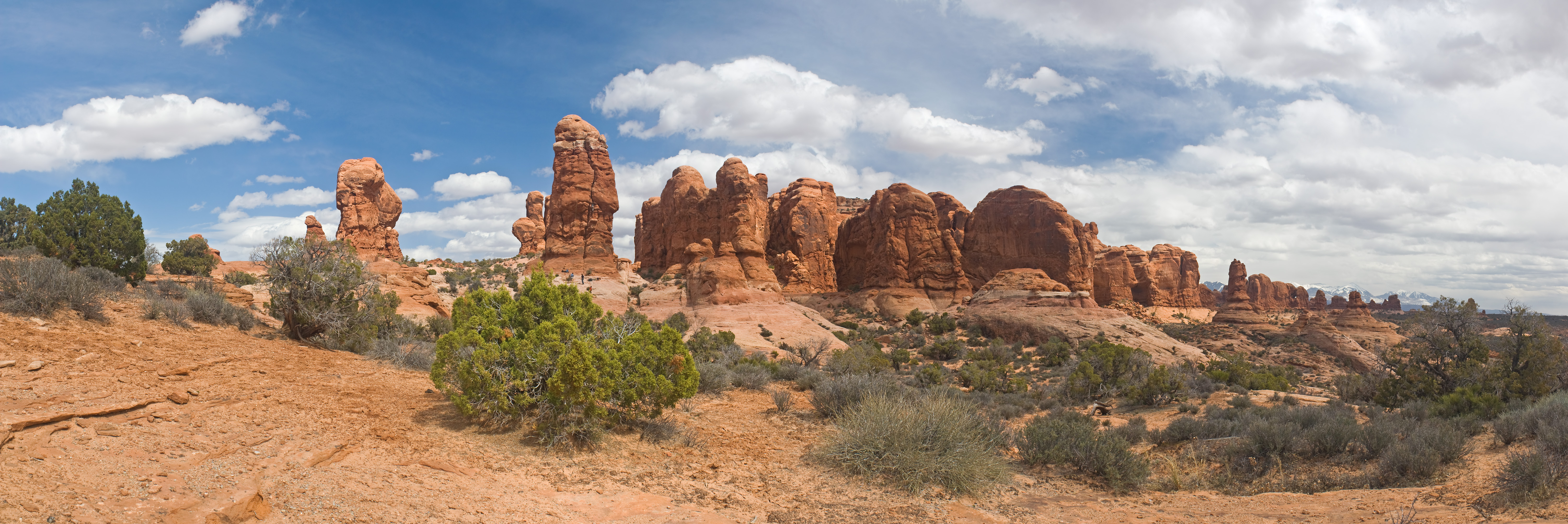
Des scènes ont été tournées dans le parc national des Arches, situé dans le désert de l'Utah.

Le tournage a débuté le 18 mars 2002 en Arizona et s'est déplacé le 19 avril dans la Région de la baie de San Francisco. Cela incluait le synchrotron Advanced Light Source, le laboratoire national Lawrence-Berkeley, Oakland, la base militaire de Treasure Island, et les forêts de séquoias de Porterville, avant plusieurs semaines dans les déserts de l'Utah et de la Californie. Le tournage a été transféré dans les studios d'Universal de Los Angeles, le décor 12 a été utilisé pour la scène du réservoir d'eau, avant de finir dans la première semaine du mois d'août. Le tournage de Hulk a permis d'embaucher 3 000 travailleurs locaux, générant plus de 10 millions de dollars pour l'économie locale,,,. Mychael Danna, qui avait déjà collaboré avec Lee sur Chevauchée avec le diable et Ice Storm, devait composer la musique du film. Ce fut finalement Danny Elfman qui a été embauché, et composera l'une des musiques les plus flamboyantes de chez Marvel.

## Accueil

### Promotion
Universal Pictures a dépensé 2,1 millions de dollars pour diffuser un spot publicitaire pendant le Super Bowl XXXVII le 26 janvier 2003. Quelques semaines avant la sortie du film, un certain nombre de workprints, copies de morceaux non achevés du film, ont été divulgués sur Internet. Les effets spéciaux et visuels étaient déjà l'objet de critiques, malgré le fait que ce n'était pas la version finale du film.

### Critiques
Hulk a reçu des critiques mitigées. Rotten Tomatoes a calculé une cote d'approbation de 62 % sur 224 critiques, et 55 % en considérant leur catégorie Top critiques. Par comparaison, Metacritic a collecté une note moyenne de 54 sur 41 critiques. Roger Ebert a donné une critique positive en expliquant que « Ang Lee essaye de présenter les problèmes dans l'histoire de Hulk, au lieu de simplement utiliser des effets visuels sans réflexion ». Ebert a aussi aimé la façon dont les mouvements de Hulk rappellent ceux de King Kong. Bien que Travers Peter de Rolling Stone a estimé que Hulk aurait dû être plus court, il a largement fait l'éloge des séquences d'action, en particulier l'acmé et le cliffhanger.
Certains spectateurs n'ont pas apprécié le changement majeur qu'est celui de changer les origines de Bruce Banner.

### Box-office
Hulk est sorti le 20 juin 2003, il a rapporté 62,1 million de dollars dès le premier weekend. Le second weekend, il a chuté de 70 % du point de vue des recettes, il a été le premier film à démarrer au-dessus de 20 millions et à chuter de plus de 65 %. Le film a rapporté 132 177 234 $ en Amérique du Nord, 113 183 246 dans les pays étrangers, ce qui fait un total de 245 360 480 $ de recettes mondiales.

## Distinctions
Entre 2002 et 2004, le film Hulk a été sélectionné 17 fois dans diverses catégories et a remporté 3 récompenses.
Jennifer Connelly et Danny Elfman ont reçu des nominations à la 30e cérémonie des Saturn Awards dans respectivement les catégories meilleure actrice et meilleure musique. Le film a été nommé dans la catégorie meilleur film de science-fiction mais a perdu face à X-Men 2, une autre adaptation cinématographique de super-héros appartenant à Marvel Comics. Dennis Muren, Michael Lantieri (en) et l'équipe des effets spéciaux ont été nommés dans la catégorie des meilleurs effets spéciaux.

### Récompenses
- Prix Californien des régisseurs (California on Location Awards) 2002 : COLA du producteur de l'année pour Laura Sode-Matteson.
- The Stinkers Bad Movie Awards 2003 : Prix Stinker des pires effets spéciaux (Effets spéciaux les moins "spéciaux").
- Prix BMI du cinéma et de la télévision 2004 : Prix BMI de la meilleure musique de film pour Danny Elfman.

### Nominations
- Académie des films de science-fiction, fantastique et d'horreur - Prix Saturn 2003 : Prix Cinescape masculin du futur pour Eric Bana.
- The Stinkers Bad Movie Awards 2003 : Personnage non humain le plus ennuyeux pour Hulk.
- Prix Rondo Hatton horreur classique (Rondo Hatton Classic Horror Awards ) 2003 : Meilleur film de genre pour Ang Lee.
- Prix Schmoes d'or 2003 :
  - Meilleur film de science-fiction de l'année,
  - Film le plus sous-estimé de l'année,
  - Pire film de l'année,
  - La plus grande déception de l'année.
- Académie des films de science-fiction, fantastique et d'horreur - Prix Saturn 2004 :
  - Meilleur film de science-fiction,
  - Meilleure actrice pour Jennifer Connelly,
  - Meilleure musique pour Danny Elfman,
  - Meilleurs effets spéciaux pour Dennis Muren, Edward Hirsh, Colin Brady et Michael Lantieri.
- Société des effets visuels 2004 :
  - Meilleur effet visuel unique de l'année sur n'importe quel support pour Dennis Muren, Scott Benza, Michael Di Como et Wilson J. Tang,
  - Meilleur personnage animé dans un film en prises de vues réelles pour Scott Benza, Jamy Wheless, Kevin Martel et Aaron Ferguson
  - Meilleur matte painting dans un film pour Brett Northcutt et Joshua Ong.

## Analyse

### Différences entre le film et les comics
L'adaptation cinématographique reprend beaucoup d'éléments des comics mais n'est pas entièrement fidèle à l'histoire des personnages de fiction.
Dans les bandes dessinées, Bruce Banner a eu aussi une enfance difficile. Son père est alcoolique et bat sa mère qu'il finit par tuer. Il fait également de longues études mais en physique nucléaire. Il travaille pour l'armée et le Général Ross. Il construit une bombe gamma pour eux. Lors d'un essai, un jeune homme nommé Rick Jones pénètre en zone interdite. Banner se précipite et réussit à le mettre à l'abri dans une tranchée. Par contre il ne peut se mettre à couvert et est irradié par les rayons gamma. Comme dans le film, dès qu'il est stressé ou en colère, il se transforme en Hulk.
Bien que ce nom ne soit pas employé dans le film, certaines critiques utiliseront le nom « Homme-Absorbant » pour nommer David Banner. Dans les comics, le père de Bruce Banner ne possède aucun pouvoir mais il existe effectivement un super-vilain de l'univers Marvel nommé l'Homme-absorbant qui possède la capacité d'absorber les propriétés de tout ce qu'il touche (bois, eau, électricité, métal, etc.) et qui a été fusionné au père de Bruce pour les besoins du film.

## Autour du film

### Éditions en vidéo
- France :

Le film a fait l'objet de plusieurs éditions sur plusieurs supports différents.
- Hulk édition single (DVD-9 Keep Case) sorti le 6 janvier 2004 édité et distribué par Universal Pictures Vidéo. Le ratio image est en 1.85:1 panoramique 16:9. L'audio est en français et anglais 5.1 Dolby Digital et français 5.1 DTS. Les suppléments sont les suivants : commentaire audio du réalisateur (VOST), Hulk-Cam : accès pendant la lecture aux coulisses des scènes d'action, Bonus DVD-Rom. La durée du film est de 135 minutes. Il s'agit d'une édition Zone 2 Pal.
- Hulk édition spéciale (2 DVD-9 Keep Case) sorti le 6 janvier 2004 édité et distribué par Universal Pictures Vidéo. Le ratio image est en 1.85:1 panoramique 16:9. L'audio est en français et anglais 5.1 Dolby Digital et français 5.1 DTS. Les suppléments sont les suivants : Commentaire audio du réalisateur (VOST), Hulk-Cam : accès pendant la lecture aux coulisses des scènes d'action, documentaire : dans la peau d'un super héros (L'anatomie de Hulk), scènes inédites, Hulkification (Scènes dessinées par des illustrateurs du monde entier), Évolution de Hulk (Les effets spéciaux), L'incroyable Ang Lee (passion du réalisateur pour le personnage), making of du combat avec les chiens, De la BD au film, making of du montage du film, Bonus DVD-Rom. La durée du film est de 135 minutes. Il s'agit d'une édition Zone 2 Pal.
- Hulk édition collector (3 DVD-9 Coffret avec un tirage exclusif du story board du film, un cahier exclusif créé par des artistes mondiaux de la bd et une édition collector du premier comics "Hulk") sorti le 6 janvier 2004 édité et distribué par Universal Pictures Vidéo. Le ratio image est en 1.85:1 panoramique 16:9. L'audio est en français et anglais 5.1 Dolby Digital et français 5.1 DTS. Les suppléments sont les suivants : commentaire audio du réalisateur (VOST), Hulk-Cam : accès pendant la lecture aux coulisses des scènes d'action, documentaire : dans la peau d'un super héros (L'anatomie de Hulk), scènes inédites, Hulkification (Scènes dessinées par des illustrateurs du monde entier), Évolution de Hulk (Les effets spéciaux), L'incroyable Ang Lee (passion du réalisateur pour le personnage), making of du combat avec les chiens, De la BD au film, making of du montage du film, Bonus DVD-Rom, making of présenté par Sam Elliott. La durée du film est de 135 minutes. Il s'agit d'une édition Zone 2 Pal.

### Reboot
Le producteur Avid Arad a qualifié le film de désastre financier au box office mais a déclaré que les produits dérivés ont eu un succès suffisant pour une suite. Marvel Studios a finalement décidé de faire un reboot avec L'Incroyable Hulk, le rôle de Bruce Banner / Hulk est tenu par l'acteur Edward Norton,. Le film a reçu des critiques légèrement plus positives et a obtenu seulement 263 427 551 $ au box office mondial. Ce film est inclus dans l'Univers cinématographique Marvel débuté en 2008 avec Iron Man.